# La Petite-Raon
La Petite-Raon è un comune francese di 886 abitanti situato nel dipartimento dei Vosgi nella regione del Grand Est.

## Società

### Evoluzione demografica
Abitanti censiti